# Mariana Gaitán
Mariana Andrea Gaitán (Villaguay, Entre Ríos, Argentina; 9 de diciembre de 1989) es una futbolista argentina. Juega de mediocampista en Boca Juniors de la Primera División Femenina de Argentina.

## Trayectoria

### Inicios
Comenzó jugando al fútbol desde niña con sus hermanos en partidos callejeros. Tiempo después disputó campeonatos barriales sin un club fijo, ellos eran "Las Golondrinas", "Barrio La Estación" y "Las Pandas" (este último aún existe).

### UAI Urquiza
En el año 2012 llegó a El Furgón luego de que Héctor Gironacci y Mario Giménez (director técnico del equipo en ese entonces), le ofrecieron mudarse a Buenos Aires y sumarse al equipo luego de quedar convencidos al verla jugar. Gironacci, dirigente de la UAI Urquiza tenía contacto con gente de Villaguay, localidad natal de Gaitán. Se consagró campeona de los torneos de 2012 y 2014. Participó además de la Copa Libertadores 2015 consiguiendo el tercer puesto.

### Ferroviária
En el año 2016 surge la posibilidad de jugar en Brasil con Ferroviária, vigente campeón de la Copa Libertadores Femenina en ese entonces. Con el conjunto brasileño compartió equipo con Agustina Barroso y Paula Ugarte, compatriotas y ex-compañeras en la UAI.

### Vuelta a UAI Urquiza
En 2017 tiene su segunda etapa con Las Furgoneras consiguiendo ser campeona nuevamente en los torneos de 2017-18, 2018-19 y la Copa Federal 2021.

### Boca Juniors
En enero de 2023 se hace oficial su traspaso a Las Gladiadoras.
Su debut con la camiseta de Boca Juniors se produciría el 5 de febrero en el partido correspondiente a la 1.ª fecha del Campeonato Femenino de Primera División en condición de visitante frente al Club Atlético Platense, en dicho partido ingresaría en el segundo tiempo anotando el 1 a 1 que se mantendría como resultado final. 
Su segundo gol con la camiseta Xeneize se daría en el Superclásico frente a River Plate, en el partido disputado en La Bombonera por la 6.ª fecha, marcando el segundo tanto de las locales que finalmente se impondrían por 3 a 0. Además, su gol fue dedicado a Juan Román Riquelme quien se encontraba en uno de los palcos del estadio observando el encuentro.

## Selección nacional
Fue parte de la Selección femenina de fútbol de Argentina, se destaca haber sido parte del seleccionado en el repechaje ante Panamá que permitió a Argentina acceder al Mundial 2019.

## Estadísticas

### Clubes
| Club         | Liga                 | País      | Año             |
| ------------ | -------------------- | --------- | --------------- |
| UAI Urquiza  | Primera División A   | Argentina | 2012 - 2016     |
| Ferroviária  | Brasileirão Femenino | Brasil    | 2016            |
| UAI Urquiza  | Primera División A   | Argentina | 2017 - 2022     |
| Boca Juniors | Primera División A   | Argentina | 2023 - presente |

## Palmarés

### Títulos nacionales
| Título             | Club         | País      | Año     |
| ------------------ | ------------ | --------- | ------- |
| Primera División A | UAI Urquiza  | Argentina | 2012    |
| Primera División A | UAI Urquiza  | Argentina | 2014    |
| Primera División A | UAI Urquiza  | Argentina | 2017-18 |
| Primera División A | UAI Urquiza  | Argentina | 2018-19 |
| Copa Federal       | UAI Urquiza  | Argentina | 2021    |
| Primera División A | Boca Juniors | Argentina | 2023    |
| Copa Federal       | Boca Juniors | Argentina | 2023    |
| Apertura Femenino  | Boca Juniors | Argentina | 2024    |

### Fichas deportivas
- Ficha de Mariana Gaitán en Club Deportivo UAI Urquiza
- Ficha de Mariana Gaitán en Ceroacero
- Ficha de Mariana Gaitán en Soccerway
- Ficha de Mariana Gaitán en Soccerdonna

### Redes sociales
- Mariana Gaitán en Instagram
- Mariana Gaitán en Twitter
- Mariana Gaitán en Facebook

- Datos: Q97762615